# Акрон (стадион)
Стадион «Акрон» (исп. Estadio Akron) — футбольный стадион в Мексике, домашняя арена футбольного клуба «Гвадалахара». Располагается в муниципалитете Сапопан, входящим в агломерацию Гвадалахары. С 2010 по 2018 год назывался «Омнилайф» по решению владельца клуба Хорхе Вергары, который также является основателем этой фирмы. С 2018 года называется «Акрон» в честь одноимённой компании. Название выкуплено на 10 лет. Изначально новый стадион планировалось назвать «Estadio Chivas» — в честь прозвища футболистов «Гвадалахары».

## История строительства
До постройки стадиона «Омнилайф» домашней ареной «Гвадалахары» на протяжении почти 50 лет был стадион «Халиско», который «Чивас» делили с другим гвадалахарским клубом — «Атласом». В 2002 году 87 % акций ФК «Гвадалахара» выкупил мексиканский бизнесмен Хорхе Вергара. В 2004 году он принял решение о постройке своего стадиона, однако из-за финансовых и организационных вопросов начало строительства было отложено и непосредственно к земляным работам приступили только в 2007 году.

## Открытие
Открытие стадиона состоялось 29 июля 2010 года, на торжественной церемонии присутствовали президент Мексики Фелипе Кальдерон, а также представители ФИФА, КОНМЕБОЛ и КОНКАКАФ. Уже на следующий день здесь прошёл первый футбольный матч — «Гвадалахара» в товарищеской встрече принимала «Манчестер Юнайтед». Матч закончился со счётом 3:2 в пользу мексиканского клуба. Первый гол на новой арене на 8-й минуте матча провёл нападающий «Гвадалахары» Хавьер «Чичарито» Эрнандес, следующий сезон уже начавший в составе МЮ.

## Технические характеристики стадиона
- Размеры поля — 105 х 68 метров
- Освещение — 84 прожектора
- Мощность прожекторов — 593400 Вт

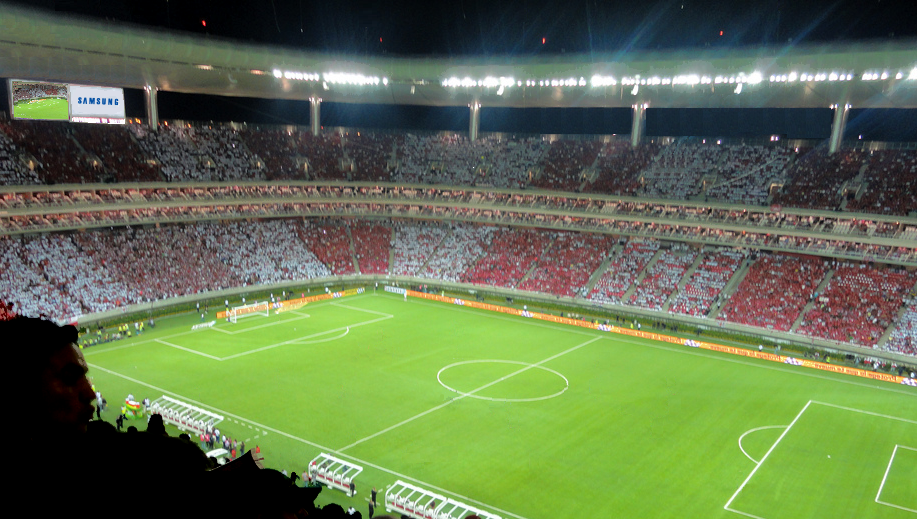
Внутри арены

- Высота от уровня поля до нижней части крыши — 41 м.
- Масса конструкций крыши — 3300 тонн
- 2 светодиодных экрана высотой 6 м под крышей
- 865 плазменных экранов в различных общественных местах внутри арены
- 14 мест для телекамер

- Вместимость — 49850 зрительских мест, из них
  - 20298 мест — нижний ярус трибуны
  - 20543 мест повышенной комфортности
  - 2256 мест — фан-сектор «Чивас»
  - 1092 мест — гостевой фан-сектор
  - 208 мест для людей с ограниченными возможностями
  - 712 мест — VIP-ложа на Западной трибуне
  - 712 мест — VIP-ложа на Восточной трибуне

## Архитектура
По задумке архитекторов снаружи стадион напоминает вулкан.

## Соревнования
Стадион «Акрон» (на тот момент — «Омнилайф») принял Панамериканские игры 2011 года. В 2026 году здесь пройдут матчи чемпионата мира ФИФА.